# Karim Ajlani
Pas d'image ? Cliquez ici
Karim Ajlani, né le 16 février 1976 à Genève, est un pilote automobile suisse d'origine syrienne. Il compte notamment une participation aux 24 Heures du Mans en 2009.

## Carrière
Il nait à Genève d'un père syrien et d'une mère suisse,,.
En 2009, il participe aux 24 Heures du Mans avec une licence française. Il devient ainsi le premier syrien à participer aux 24 Heures du Mans,. C'est au volant d'une Pescarolo 01 du Oak Racing engagée en catégorie LMP2 et en compagnie de Matthieu Lahaye et Guillaume Moreau qu'il dispute l’épreuve. L'équipage abandonne à la dix-septième heure sur la casse du moteur Mazda.
En août, parti sixième sur la grille, il termine troisième de la catégorie LMP2 lors des 1 000 kilomètres du Nüburgring,.
En 2014, après trois années d'absence en compétition, il retrouve un baquet avec la McLaren MP4-12C GT3 de ART Grand Prix en European Le Mans Series,,.

## Résultats aux 24 Heures du Mans
| Année | Équipe                       | Équipiers                        | Voiture            | Classe | Tours | Pos. | Class Pos. |
| ----- | ---------------------------- | -------------------------------- | ------------------ | ------ | ----- | ---- | ---------- |
| 2009  | OAK Racing Team Mazda France | Guillaume Moreau Matthieu Lahaye | Pescarolo 01-Mazda | LMP2   | 208   | Abd  | Abd        |